# ردکن
ردکن (انگلیسی: Redken) شرکت لوازم بهداشتی آمریکایی است، که در سال ۱۹۶۰ تأسیس شد و هم‌اکنون زیرمجموعه‌ای از شرکت لورئال می‌باشد.